# إيغون ينسن
إيغون ينسن (بالدنماركية: Egon Jensen)‏ هو مدرب كرة قدم ولاعب كرة قدم دنماركي، ولد في 13 نوفمبر 1937 في Gram, Denmark ‏ في الدنمارك، وتوفي في 13 سبتمبر 2020. لعب مع نادي إيسبيرغ.